# Serra Llobeta
La Serra Llobeta és una serra situada al municipi d'Oristà a la comarca del Lluçanès, amb una elevació màxima de 676 metres.